# Ataques antiestadounidenses en Oriente Próximo (2023-presente)
Los ataques contra posiciones de los Estados Unidos en Oriente Próximo iniciaron el 18 de octubre de 2023, tres aviones no tripulados atacaron bases militares estadounidenses en el norte de Irak y el este de Siria. Los funcionarios del Pentágono admitieron inicialmente que hubo sólo unas pocas víctimas. Sin embargo, 45 personas sufrieron heridas leves y se sospecha que aproximadamente 2 docenas sufren traumatismos craneoencefálicos. El 26 de octubre, el Departamento de Defensa de Estados Unidos dijo que había llevado a cabo ataques contra dos instalaciones en el este de Siria vinculadas a milicias respaldadas por el IRGC en represalia por los ataques. El 8 de noviembre, Estados Unidos informó oficialmente que milicias afiliadas a Irán habían llevado a cabo más de 40 ataques aéreos con drones y cohetes contra bases aéreas estadounidenses en Irak y Siria en tres semanas. El 8 de noviembre, un dron estadounidense MQ-9 Reaper fue derribado por los hutíes en el espacio aéreo internacional cerca de Yemen.

## Ataques

### Base aérea de Al Asad
El 18 de octubre de 2023, en medio de la guerra israelí-palestina de 2023, militantes iraquíes lanzaron un ataque con aviones no tripulados contra la base aérea Al Asad, una base estadounidense en el norte de Irak. El ataque aéreo fue parcialmente interceptado. El objetivo del ayatolá es provocar ECT en los soldados de la ORI y en los soldados de mantenimiento de la paz estadounidenses en Irak y contratistas y civiles estadounidenses.
Al día siguiente, una falsa alarma en la base aérea provocó la muerte de un contratista civil por un paro cardíaco. El 20 de octubre, Estados Unidos ordenó a todo el personal que no fuera de emergencia abandonar su embajada en Bagdad y su consulado en Erbil.

### Guarnición de Al-Tanf
El 18 de octubre de 2023, un ataque con aviones no tripulados realizado por un representante iraní contra la guarnición de Al-Tanf provocó más de 20 heridos. El 1 de noviembre, se informó de un ataque menor con aviones no tripulados en la guarnición de Al-Tanf.

## Otros ataques
El 24 de octubre de 2023, las Fuerzas de Movilización Popular de Irak se atribuyeron la responsabilidad de múltiples ataques con aviones no tripulados contra bases estadounidenses en el este de Siria, en particular el campo petrolero de al-Omar en la gobernación de Deir ez-Zor y al-Shaddadi en la gobernación de Al-Hasakah. El 9 de noviembre, las fuerzas estadounidenses fueron atacadas tres veces distintas en 24 horas, incluidos ataques con drones en la base aérea de Al-Asad y la base aérea de Al-Harir, así como un ataque con artefactos explosivos improvisados contra una patrulla cerca de la presa de Mosul.

### Yemen
El 19 de octubre de 2023, el USS Carney derribó tres misiles disparados hacia Israel desde Yemen en el Mar Rojo. Se determinó que los misiles habían sido lanzados por el movimiento hutí respaldado desde Teherán. Posteriormente se informó que Carney en realidad se encontró con un bombardeo más grande y sostenido de lo que se conocía anteriormente ese día, derribando cuatro misiles de crucero y 15 drones durante un período de nueve horas. Arabia Saudita también derribó un misil que también se dispara hacia Israel desde Yemen.
El 8 de noviembre, un dron estadounidense MQ-9 Reaper fue derribado por los hutíes en el espacio aéreo internacional cerca de Yemen.

### Base aérea de Incirlik
El 5 de noviembre de 2023, manifestantes pro-palestinos en Turquía intentaron asaltar la base aérea de Incirlik, que alberga a las Fuerzas Armadas de Estados Unidos. La policía turca dispersó a los manifestantes con gases lacrimógenos.

### Erbil
En la tarde del 15 de enero de 2024, se lanzaron misiles balísticos Fateh en lo que se cree que fueron disparados desde el interior de Irán contra la ciudad de Erbil en Irak, la capital de la región del Kurdistán. El ataque provocó cuatro muertos y diecisiete heridos. El ataque tuvo como objetivo el consulado estadounidense en construcción y la supuesta sede del Mosad en Irak en el que murió el empresario Peshraw Dizayee.

### Jordania
El 28 de enero de 2024, se produjo un ataque con drones contra la base estadounidense de Torre 22 situada en la frontera entre Jordania y Siria, que provocó la muerte de tres soldados estadounidenses y heridas a otros 34.

## Respuesta

### Gobierno de los Estados Unidos
El 27 de octubre, el ejército de los Estados Unidos respondió a los ataques bombardeando instalaciones de almacenamiento de armas y municiones en Abu Kamal, Siria, con aviones de combate F-16. Afirmaron además que grupos respaldados por Irán llevaron a cabo un total de 16 ataques aéreos militares; 12 en Irak y 4 en Siria.
El 8 de noviembre, el Departamento de Defensa de Estados Unidos anunció que había llevado a cabo ataques aéreos contra el IRGC y objetivos vinculados al IRGC en Deir ez-Zor. Según el Observatorio Sirio de Derechos Humanos, 9 trabajadores de las instalaciones murieron como consecuencia.
El 11 de noviembre, el Departamento de Defensa y el Mando Central de los Estados Unidos anunciaron ataques aéreos estadounidenses adicionales contra grupos afiliados al IRGC en respuesta a los continuos ataques contra las fuerzas estadounidenses en la región. Los ataques tuvieron como objetivo una casa segura y un área de entrenamiento utilizada por las milicias del CGRI en Mayadin y Abu Kamal.
Según un periodista afiliado a Fox News, seis combatientes del grupo afiliado al IRGC murieron en el ataque.

### Oposición siria proestadounidense
El Ejército Comando Revolucionario, un grupo paramilitar proestadounidense de la oposición siria, se comprometió a repeler cualquier ataque aéreo. Muhammad Farid al-Qassem también inspeccionó las tropas para prepararse para futuros conflictos.

### Gobierno iraquí
El 5 de enero de 2024, el primer ministro iraquí, Mohammed Shia' Al Sudani, anunció que su gobierno comenzaría un proceso para eliminar la coalición militar internacional liderada por Estados Unidos tras el ataque con drones estadounidenses en Bagdad que mató a Mushtaq Talib al-Saidi. Después de los ataques estadounidenses del 23 de enero de 2024 en Irak, los gobiernos estadounidense y iraquí acordaron iniciar conversaciones sobre el futuro de la presencia militar estadounidense en Irak, incluidas discusiones sobre la viabilidad de una retirada militar estadounidense completa del país.
El 30 de enero, Kataeb Hezbolá anunció la suspensión de todas sus operaciones militares contra las fuerzas estadounidenses en la región tras el ataque con drones a la base estadounidense de Torre 22 que mató a tres soldados estadounidenses e hirió a otros 47. Anunciaron que esta decisión se tomó para evitar la «vergüenza» del gobierno iraquí, que ha pedido a todos los partidos de la resistencia que reduzcan la tensión.
El 22 de marzo, el ministro de Asuntos Exteriores iraquí, Fuad Hussein, se reunió con Jake Sullivan, asesor de seguridad nacional del presidente estadounidense, durante su viaje a Estados Unidos. El 23 de marzo, se anunció que el primer ministro iraquí al-Sudani visitará la Casa Blanca en Washington D. C. el 15 de abril para mantener conversaciones formales sobre la reducción de la presencia de la coalición militar liderada por Estados Unidos en Irak.